# Орлов, Александр Иванович (учёный)
Алекса́ндр Ива́нович Орло́в (род. 14 мая 1949, Москва) — советский и российский математик и экономист, статистик, эколог, социолог, кибернетик.

## Биография
В 1966 году окончил физико-математическую школу № 2 (поток Е. Б. Дынкина) с золотой медалью, в 1971 году — механико-математический факультет МГУ (диплом с отличием).
В 1970—1977 годах — директор вечерней математической школы при Московском математическом обществе. В 1971—1978 годах работал в Центральном экономико-математическом институте АН СССР.
В 1976 году защитил диссертацию на соискание учёной степени кандидата физико-математических наук по теме «Оценки скорости сходимости распределений статистик интегрального типа».
В 1978—1981 годах работал в Центральной научно-исследовательской лаборатории четвёртого управления Министерства здравоохранения СССР («кремлёвской больнице»). С 1979 года руководил комиссией «Статистика объектов нечисловой природы» Научного совета АН СССР по комплексной проблеме «Кибернетика». В 1981—1989 годах работал во ВНИИ стандартизации Госстандарта СССР.
С 1989 по 1992 годы руководил созданным им Всесоюзным центром статистических методов и информатики Центрального правления Всесоюзного экономического общества. Является одним из основных организаторов Всесоюзной статистической ассоциации. В октябре 1990 на её Учредительном съезде избран вице-президентом, руководителем секции статистических методов. После распада СССР на базе этой секции была создана Российская ассоциация статистических методов (1992), а затем — Российская академия статистических методов (1996).
В 1992 году защитил диссертацию на соискание учёной степени доктора технических наук по теме «Разработка и исследование статистических методов моделирования и анализа объектов нечисловой природы».
В 2009—2012 годах — советник президента группы авиакомпаний «Волга-Днепр», главный научный консультант разработки автоматизированной системы прогнозирования и предотвращения авиационных происшествий АСППАП.
В 2009 году защитил диссертацию на соискание учёной степени доктора экономических наук по теме «Разработка и развитие устойчивых экономико-математических методов и моделей для модернизации управления предприятиями».
В 2013—2015 годах — главный специалист ЦНИИ машиностроения.

### Личная жизнь
Жена — Людмила Александровна Орлова. В браке родился сын Антон.

## Научная и педагогическая деятельность
Профессор с 1995 года по кафедре математической экономики. С 1997 года — профессор кафедры «Экономика и организация производства» научно-учебного комплекса «Инженерный бизнес и менеджмент» МГТУ им. Н. Э. Баумана, руководитель секции «Организационно-экономическое моделирование, эконометрика и статистика», заведующий научно-исследовательской лабораторией «Экономико-математические методы в контроллинге». Член учёного совета научно-учебного комплекса «Инженерный бизнес и менеджмент» и ряда диссертационных советов.
В 1993—2007 годах — профессор кафедр «Математические методы и экономике», «Экология и право» Московского государственного института электроники и математики (технического университета). В 2003—2012 годах — профессор кафедры «Анализ стохастических процессов в экономике» Российской экономической академии им. Г. В. Плеханова. В 2002—2010 годах — профессор Академии народного хозяйства при Правительстве Российской Федерации. В 2012—2019 годах — профессор кафедры «Оценка эффективности инвестиционных проектов» факультета инноваций и высоких технологий Московского физико-технического института. В 2017—2021 годах — профессор кафедры ФН-11 «Вычислительная математика и математическая физика» МГТУ им. Н. Э. Баумана.
Академик Российской академии статистических методов, Международной академии исследований будущего. Вице-президент Всесоюзной статистической ассоциации, президент Российской ассоциации статистических методов. Член Московского общества испытателей природы с 1985 года.
Член редакционных коллегий научных журналов «Заводская лаборатория», «Контроллинг», «Социология: методология, методы, математические модели», «Экономика космоса», периодического сборника научных трудов «Управление большими системами», член редакционных советов международного научного журнала «Biocosmology — neo-Aristotelism», Политематического сетевого электронного научного журнала Кубанского государственного аграрного университета (научного журнала КубГАУ), зам. главного редактора журнала «Инновации в менеджменте». Главный редактор электронного еженедельника «Эконометрика».
Автор более 1200 публикаций, в том числе более 60 книг, а также 70 статей в журналах «Пионер» и «Квант».

### Основные направления научной и педагогической деятельности
- Прикладная статистика и другие статистические методы, эконометрика,
- организационно-экономическое моделирование, экономико-математические методы, теория принятия решений, экспертные оценки, прогностика,
- контроллинг, менеджмент, маркетинговые исследования, управление инновациями, инженерная экономика, экономика предприятия,
- макроэкономика,
- социология,
- экология,
- науковедение и наукометрия,
- экология,
- организация образования, математические школы.

## Основные работы
- Внеклассная работа по математике в 6—8 классах (совм. с В. А. Гусевым, А. Л. Розенталем). — М.: «Просвещение», 1977. — 288 с. (2-е изд., испр. и доп. —М.: Просвещение, 1984).
- Орлов А. И. Устойчивость в социально-экономических моделях. — М.: «Наука», 1979. — 296 с.
- Орлов А. И. Задачи оптимизации и нечеткие переменные. — М.: «Знание», 1980. — 64 с.
- Анализ нечисловой информации (совм. с Ю. Н. Тюриным, Б. Г. Литваком, Г. А. Сатаровым и др.). — М.: Изд-во Научн. совета АН СССР по компл. пробл. «Кибернетика», 1981. — 80 с.
- Анализ нечисловой информации в социологических исследованиях (в соавт.). — М.: «Наука», 1985. — 220 с.
- Пакет программ анализа данных «ППАНД» (совм. с И. Л. Легостаевой, О. М. Черномордиком и др.). — М.: [Б. и.], 1990. — 93 с.
- О теоретических основах внеклассной работы по математике и опыте Вечерней математической школы при Московском математическом обществе. — М.: Изд-во Всесоюз. центра стат. методов и информатики, 1991. — 48 с.
- Математическое моделирование процессов налогообложения (подходы к проблеме) (совм. с В. Г. Кольцовым, Н. Ю. Ивановой и др.). — М.: Изд-во ЦЭО Минобразования РФ, 1997. — 232 с.
- Экология (совм. с С. А. Боголюбовым и др.). — М.: «Знание», 1999. — 288 с.
- Менеджмент (совм. с С. А. Боголюбовым, Ж. В. Прокофьевой и др.). — М.: «Знание», 2000. — 288 с.
- Менеджмент (совм. с С. А. Боголюбовым, Ж. В. Прокофьевой и др.). — М.: «Знание», 2000. — 288 с.
- Управление качеством окружающей среды. Т. 1 (совм. с С. А. Боголюбовым и др.). — М.: Изд-во МГИЭМ, 2000. — 283 с.
- Системы экологического управления (совм. с С. А. Боголюбовым и др.). — М.: «Европейский центр по качеству», 2002. — 224 с.
- Орлов А. И. Эконометрика. — М.: «Экзамен», 2002 (1-е изд.), 2003 (2-е изд.), 2004 (3-е изд.). — 576 с.
- Управление промышленной и экологической безопасностью (совм. с В. Н. Федосеевым, В. Г. Ларионовым, А. Ф. Козьяковым). — М.: УРАО, 2002 (1-е изд.), 2003 (2-е изд.). — 220 с.
- Менеджмент в техносфере (совм. с В. Н. Федосеевым). — М.: «Академия», 2003. — 384 с.
- Орлов А. И. Принятие решений. Теория и методы разработки управленческих решений. — М.; Ростов н/Д: «МарТ», 2005. — 496 с.
- Орлов А. И. Прикладная статистика. — М.: «Экзамен», 2006. — 672 с.
- Орлов А. И. Теория принятия решений. — М.: «Экзамен», 2006. — 576 с.
- С. Н. Анисимов, А. А. Колобов, И. Н. Омельченко и др. Проектирование интегрированных производственно- корпоративных структур: эффективность, организация, управление. Под ред. А. А. Колобова, А. И. Орлова. — М.: Изд-во МГТУ им. Н. Э. Баумана, 2006. — 728 с.
- Орлов А. И. Оптимальные методы в экономике и управлении. — М.: Изд-во МГТУ им. Н. Э. Баумана, 2007. — 44 с.
- Колобов А. А., Омельченко И. Н., Орлов А. И. Менеджмент высоких технологий. Интегрированные производственно-корпоративные структуры: организация, экономика, управление, проектирование, эффективность, устойчивость. — М.: «Экзамен», 2008. — 621 с.
- Орлов А. И. Организационно-экономическое моделирование. Ч. 1. Нечисловая статистика. — М.: Изд-во МГТУ им. Н. Э. Баумана, 2009. — 542 с.
- Орлов А. И. Эконометрика. Изд. 4-е, доп. и перераб. — Ростов-на-Дону: «Феникс», 2009. — 572 с.
- Орлов А. И. Менеджмент. Организационно-экономическое моделирование. — Ростов-на-Дону: «Феникс», 2009. — 475 с.
- Орлов А. И. Вероятность и прикладная статистика: основные факты: справочник. — М.: «Кнорус», 2010. — 192 с.
- Орлов А. И. Организационно-экономическое моделирование. Теория принятия решений. — М.: «Кнорус», 2011. — 568 с.
- Орлов А. И. Организационно-экономическое моделирование. В 3-х чч. Ч. 2. Экспертные оценки. — М.: Изд-во МГТУ им. Н. Э. Баумана, 2011. — 486 с.
- Орлов А. И. Устойчивые экономико-математические методы и модели. Разработка и развитие устойчивых экономико-математических методов и моделей для модернизации управления предприятиями. — Saarbrücken (Germany): LAP (Lambert Academic Publishing), 2011. — 436 с. — ISBN 978-3-8433-1743-6
- Орлов А. И. Организационно-экономическое моделирование. В 3-х чч. Ч. 3. Статистические методы анализа данных. — М.: Изд-во МГТУ им. Н. Э. Баумана, 2012. — 624 с.
- Орлов А. И. Проблемы управления экологической безопасностью. Итоги двадцати лет научных исследований и преподавания. — Saarbrücken: «Palmarium Academic Publishing», 2012. — 344 с.
- Орлов А. И., Луценко Е. В. Системная нечеткая интервальная математика. — Краснодар: Изд-во КубГАУ, 2014. — 600 с.
- Орлов А. И. Полвека в мире формул: Комментарии к списку научных и методических трудов. 2-е изд., испр. и доп. — М.: Изд-во МГТУ им. Н. Э. Баумана, 2014. — 476 с.
- Орлов А. И., Луценко Е. В., Лойко В. И. Перспективные математические и инструментальные методы контроллинга. Под ред. С. Г. Фалько. — Краснодар: Изд-во КубГАУ, 2015. — 600 с.
- Орлов А. И., Луценко Е. В., Лойко В. И. Организационно-экономическое, математическое и программное обеспечение контроллинга, инноваций и менеджмента. Под общ. ред. С. Г. Фалько. — Краснодар: Изд-во КубГАУ, 2016. — 600 с.
- Лойко В. И., Луценко Е. В., Орлов А. И. Современные подходы в наукометрии. Под ред. С. Г. Фалько. — Краснодар: Изд-во КубГАУ, 2017. — 532 с.
- Орлов А. И. Методы принятия управленческих решений. — М.: «Кнорус», 2018. — 286 с.
- Лойко В. И., Луценко Е. В., Орлов А. И. Современная цифровая экономика. — Краснодар: Изд-во КубГАУ, 2018. — 508 с.
- Лойко В. И., Луценко Е. В., Орлов А. И. Высокие статистические технологии и системно-когнитивное моделирование в экологии. — Краснодар: Изд-во КубГАУ, 2019. — 258 с.
- Орлов А. И. Публикации за полвека (1970—2019). Комментарии к списку научных и методических трудов. 3-е изд., испр. и доп. — М.: Изд-во МГТУ им. Н. Э. Баумана, 2020. — 672 с.
- Орлов А. И. Эконометрика. — М.; Саратов: «ИНТУИТ», «Ай Пи Ар Медиа», 2020. — 676 c. — ISBN 978-5-4497-0362-0.
- Агаларов З. С., Орлов А. И. Эконометрика. — М.: «Дашков и К», 2021. — 380 c. — ISBN 978-5-394-04075-7.
- Орлов А. И. Искусственный интеллект: нечисловая статистика. — М.: «Ай Пи Ар Медиа», 2022. — 446 c. — ISBN 978-5-4497-1435-0.
- Орлов А. И. Искусственный интеллект: статистические методы анализа данных. — М.: «Ай Пи Ар Медиа», 2022. — 843 c. — ISBN 978-5-4497-1470-1.
- Орлов А. И. Искусственный интеллект: экспертные оценки. — М.: «Ай Пи Ар Медиа», 2022. — 436 c. — ISBN 978-5-4497-1469-5.
- Орлов А. И. Основы теории принятия решений. — М.: «Ай Пи Ар Медиа», 2022. — 66 c. — ISBN 978-5-4497-1423-7.
- Орлов А. И. Прикладной статистический анализ. — М.: «Ай Пи Ар Медиа», 2022. — 812 c. — ISBN 978-5-4497-1480-0.
- Орлов А. И. Проблемы управления экологической безопасностью. — М.: «Ай Пи Ар Медиа», 2022. — 224 c. — ISBN 978-5-4497-1424-4.
- Орлов А. И. Теория принятия решений. — М.: «Ай Пи Ар Медиа», 2022. — 826 c. — ISBN 978-5-4497-1467-1.
- Орлов А. И. Устойчивые экономико-математические методы и модели. — М.: «Ай Пи Ар Медиа», 2022. — 337 c. — ISBN 978-5-4497-1459-6.
- Орлов А. И. Экспертные оценки. — М.: «Ай Пи Ар Медиа», 2022. — 57 c. — ISBN 978-5-4497-1420-6.
- Орлов А. И., Луценко Е. В. Анализ данных, информации и знаний в системной нечеткой интервальной математике. — Краснодар: Изд-во КубГАУ, 2022. — 405 с.
- Орлов А. И. Шестьдесят лет в мире формул (1963—2022). Комментарии к списку научных и методических трудов. 4-е изд., испр. и доп. — М.: Изд-во МГТУ им. Н. Э. Баумана, 2022. — 719 с.
- Агаларов З. С., Орлов А. И. Эконометрика. 2-е изд. — М.: «Дашков и К», 2023. — 380 с. — ISBN 978-5-394-05196-8.
- Орлов А. И. Методы и инструменты менеджмента. — М.: «Ай Пи Ар Медиа», 2023. — 403 c.
- Орлов А. И. Менеджмент: методы и инструменты. — Саратов: «Профобразование», 2023. — 383 c.
- Агаларов З. С., Орлов А. И. Эконометрика. 3-е изд. — М.: «Дашков и К», 2024. — 380 с.